# Gale Agbossoumonde
Gale Agbossoumonde est un joueur international américain de soccer, d'origine togolaise, né le 17 novembre 1991 à Lomé en Togo. Il joue comme défenseur.

## Biographie
Gale Agbossoumonde est un américain d'origine togolaise.
Le 22 décembre 2014, il est annoncé aux Rowdies de Tampa Bay pour la saison 2015 de NASL.

## Sélection
- États-Unis : Une sélection
- Première sélection le 17 novembre 2010 : Afrique du Sud - États-Unis (0-1)

Il obtient sa première sélection en A pour le Challenge Nelson Mandela contre l'Afrique du Sud. Lors de ce match, le sélectionneur américain n'a retenu aucun joueur de plus de 23 ans, ne sélectionnant que les meilleurs espoirs américains.

## Palmarès
Vierge